# 服务级别协议
服务级别协议（英語：service-level agreement，缩写SLA）也称服务等级协议、服务水平协议，是服务提供商与客户之间定义的正式承诺。服务提供商与受服务用户之间具体达成了承诺的服务指标——质量、可用性，责任。SLA最常见的组成部分是以合約约定向客户提供的服务。例如，互联网服务供应商（ISP）和電訊公司通常在与客户的合同条款内包含简单定义的服务级别协议。在此事例下，SLA通常定义有平均故障間隔（MTBF）或平均修复时间（MTTR）；哪一方负责报告错误与支付费用；吞吐量；抖动；或类似的可衡量细节。

## 概述
服务级别协议是一种两方或多方间协议，其中一方为客户，另一方为服务提供商。这可以是具有法律约束力的正式合同或非正式合约。协议有可能涉及单独的组织，也可以是同一个组织内的不同团队。服务提供商与其他第三方之间的合同经常被误称为SLA——由于服务级别是由出资客户要求，与第三方之间则不是“协议”，而只是“合约”。
服务级别协议通常包含许多部分，从服务的定义到协议的终止。